# Quimperlé
Quimperlé (en bretó Kemperle) és un municipi francès, situat a la regió de Bretanya, al departament de Finisterre. L'any 2006 tenia 10.725 habitants. El 18 de desembre de 2008 el consell municipal va aprovar la carta Ya d'ar brezhoneg. A l'inici del curs 2007 el 2,9% dels alumnes del municipi eren matriculats a la primària bilingüe.

## Demografia
| Evolució de la població Cassini |      |       |       |       |       |       |       |       |
| 1793                            | 1800 | 1806  | 1821  | 1831  | 1836  | 1841  | 1846  | 1851  |
| 4 549                           | -    | 4 263 | 4 724 | 5 275 | 5 541 | 5 261 | 5 791 | 6 114 |

| 1856  | 1861  | 1866  | 1872  | 1876  | 1881  | 1886  | 1891  | 1896  |
| ----- | ----- | ----- | ----- | ----- | ----- | ----- | ----- | ----- |
| 6 375 | 6 240 | 6 863 | 6 253 | 6 533 | 6 821 | 7 156 | 8 049 | 8 306 |

| 1901  | 1906  | 1911  | 1921  | 1926  | 1931  | 1936  | 1946   | 1954   |
| ----- | ----- | ----- | ----- | ----- | ----- | ----- | ------ | ------ |
| 9 036 | 9 176 | 9 188 | 8 995 | 8 969 | 9 062 | 9 335 | 10 679 | 10 030 |

| 1962   | 1968   | 1975   | 1982   | 1990   | 1999   | 2006 | 2011 | 2016 |
| ------ | ------ | ------ | ------ | ------ | ------ | ---- | ---- | ---- |
| 10 272 | 10 698 | 10 907 | 11 067 | 10 748 | 10 850 | -    | -    | -    |

| 2019 | - | - | - | - | - | - | - | - |
| ---- | - | - | - | - | - | - | - | - |
| -    | - | - | - | - | - | - | - | - |

## Administració
| Període   | Identitat      | Partit        |
| --------- | -------------- | ------------- |
| 1977-1989 | Yves Guillou   | Divers gauche |
| 1989-1995 | Guy Savin      | PS            |
| 1995-2001 | Marcel Tusseau | Divers droite |
| 2001-2008 | Daniel Le Bras | PS            |
| 2008-     | Alain Pennec   | Divers gauche |

## Personatges il·lustres
- Théodore Hersart de la Villemarqué (1815-1895), autor del Barzaz Breiz.
- Corantin Maria Le Guillou (1804-1890) compositor de música sacra